# Daleko od domu 2: Zagubieni w San Francisco
Daleko od domu 2: Zagubieni w San Francisco – amerykański film familijny z 1996 roku o przygodach psów Chence'a i Shadow oraz kotki Sassy, które pechowo nie trafiają do samolotu i muszą jakoś sobie radzić w miejskiej dżungli San Francisco. 

## Twórcy
- reżyseria – David R. Ellis
- scenariusz – Julie Hickson, Chris Hauty
- zdjęcia – Jack Conroy
- muzyka – Bruce Broughton
- scenografia – Lin MacDonald, Michael S. Bolton
- producent – Justis Greene, James Pentecost, Barry Jossen

## Obsada
- Tommy Lasorda jako Lucky (głos)
- Tisha Campbell jako Sledge (głos)
- Jon Polito jako  Ashcan (głos)
- Sally Field jako Sassy (głos)
- Ralph Waite jako Shadow (głos)
- Carla Gugino jako Delilah (głos)